# Spathiphyllum mawarinumae
Spathiphyllum mawarinumae G.S.Bunting – gatunek wieloletnich, wiecznie zielonych roślin zielnych z rodzaju skrzydłokwiat, z rodziny obrazkowatych, występujący w wenezuelskim stanie Amazonas, zasiedlający równikowe lasy deszczowe.